# Nebria acuta
Nebria acuta är en skalbaggsart som beskrevs av Carl Hildebrand Lindroth. Nebria acuta ingår i släktet Nebria och familjen jordlöpare. Inga underarter finns listade i Catalogue of Life.